# Pseudodistoma africanum
Pseudodistoma africanum är en sjöpungsart som beskrevs av C.S. Millar 1954. Pseudodistoma africanum ingår i släktet Pseudodistoma och familjen Pseudodistomidae. Inga underarter finns listade i Catalogue of Life.